# 李滨珠
李滨珠（1921年11月8日—2007年），河南省 偃师人，中国共产党党员，延安抗战老兵，奥地利国际共产主义战士 — 傅莱原夫人， 抗日战争时期 陕甘宁边区妇女冬学运动创新者，首批中华人民共和国 法官，后任检察官、中学校长等职务。她曾因中共党内“极左”路线的影响和质疑反右扩大化和大跃进运动，遭遇政治不幸和家庭破裂，以至长期身患重病，最终以坚强意志战胜严重抑郁症疾病，重返工作岗位，并将她与傅莱的子女抚养成人。李滨珠1982年离休，2007年在维也纳病逝。

## 青年时期
李滨珠生于偃师县一个乡村中医世家，在县中学上学期间，受国语老师、共产党地下工作者吴芝圃影响，积极参加抗日活动，于1936年加入“中华民族解放先锋队”。卢沟桥事变后，她告别就读的河南艺术师范学校，返乡参加抗日救亡运动，在偃师县组织读书会、妇女救国会和救亡剧团等，于1938年2月在偃师县加入中国共产党，同年七月告别家乡奔赴延安，全身心地投入到抗日战争事业中。

## 抗战时期
李滨珠在延安的八年抗战工作期间，曾就读于陕北公学、延安大学俄语系和法律系，并先后在陕甘宁边区政府保安处、关中分区专员公署教育科及陇东地区工作。1943年，为改变边区贫瘠落后的面貌，李滨珠来到陇东地区镇原县刘家城办冬学。在冰天雪地的寒冬日子里，她走家串户，组织招集当地老百姓参加识字扫盲，学习自然和社会政治基础知识及卫生常识。工作中她发现边区农村不仅仅仍贫穷落后和缺少文化教育，还存有巫医、童养媳、缠足等许多迷信和旧习、以及妇女不愿参加社会活动和不愿参加民主选举等许多问题，更主要的是在当地还存有妇女疾病多和婴儿死亡率高的重大问题。仅刘家城的54名妇女中就有43名患有严重的妇科疾病，194个新生儿中就有106个夭折。李滨珠根据这一特点制定、实施了以普及卫生常识和妇科知识、传授生育养儿经验为主，扫盲及学习其它知识为辅的边区农村妇女冬学方针。该教学方针深得当地群众欢迎，众多妇女踊跃参加冬学运动，学习效果显著。李滨珠的冬学运动方针和办学策略在根据地很快得到了全面推广，同时对发展边区农村卫生事业和妇幼保健工作，以及妇女解放工作都起到了一定的推动作用。她的出色工作得到了中共中央的重视，延安《解放日报》登载了她的事迹，边区政府主席林伯渠、李鼎铭授予她陕甘宁地区甲等工作模范荣誉称号并给与奖励。延安自然科学院院长徐特立对李滨珠的冬学学校评价道：“学校给群众以关于生命的实际利益。一旦解决了妇女的难产问题，就把历史上妇女识字无用的思想改正了”。李滨珠在抗战时期边区冬学运动中的教学实例，载入了中国近代史。
抗战胜利前夕，李滨珠与延安中国医科大学从事科研和教学工作的国际共产主义战士傅莱结婚。

## 解放战争时期
抗日战争胜利之后，身怀六甲的李滨珠与傅莱从延安长途行军抵达刚解放的张家口市。李滨珠担任张家口市人民法院书记和审判员，并积极支持丈夫继续研制生产青霉素供应前线，和抚育他们在战争中出生的第一个孩子。1946年10月国民党军队占领张家口，李滨珠傅莱与部队撤退至晋察冀根据地 唐县，李滨珠担任华北医科大学教导员兼学生队书记、华北军区卫生部工读学校书记，并在河北省 涿鹿县、唐县搞土地改革运动。 

## 解放后时期
1950年3月，李滨珠由中国政法大学(朝阳大学)被调往中央人民政府最高人民法院，随即又被派往刚解放的重庆市、负责筹备成立中央人民政府最高人民法院西南分院，后任审判组长；1953年任最高人民检察院西南分院监察专员。1958年6月，在中共党内“极左”思潮影响下，因丈夫傅莱的外国血统，李滨珠傅莱夫妇两人先后被调离政府职能部门；李滨珠从重庆市监察局被调至重庆市第29中学担任校长工作。 
李滨珠上任重庆市29中时正值1958年反右运动扩大化波及至学校。为了保障学生们能正常上课，她实事求是地对待在运动中犯“错误”的中学原校长、书记和教师，尽力在整体上稳定了学校的正常教学工作。同年，席卷全国的大跃进运动冲击到学校，为增加国家钢铁产量，学校师生在操场上搭建起“土高炉”开始大炼钢铁，导致浪费资源和污染环境。针对大跃进运动中学校内不讲科学的土法炼钢炼焦问题，李滨珠顶着风潮勇敢地提出了自己对此的质疑，坚决反对学校将练出的废钢烂焦作为成绩向政府报喜邀功的谎报和浮夸做法。为此，她因自己质疑这两次运动而付出了沉重的代价，除遭到党内严重警告处分外，并再次由重庆29中被调至城市人民公社工作。
大跃进运动后三年自然灾害接踵而来，李滨珠的家乡河南省是重灾区之一，饥饿夺走了许多人的生命，其中也包括她的父母亲。李滨珠16岁离家赴延安参加抗战工作后仅回家探望过父母一次，亲人相继去世让她痛不欲生。致使她更为痛苦和终生自责的是、自己当时不能回乡送父母最后一程，因为此刻她自己也正陷于人生的底谷，正遭遇党内“左倾”路线高压下家庭分裂的厄运。由于傅莱的外国血统和“特嫌”问题，组织上要求李滨珠必须在政治上与丈夫彻底划清界限；为了保护他们的未成年孩子，夫妻俩决定在政治运动期间先暂时离婚。38岁的李滨珠在短短的一年时间内接二连三地遭遇到调离工作、政治处分、失去亲人和家庭破裂的沉重打击，致使她从此患上了严重的精神抑郁症疾病，住进了精神病医院。
1961年中共经过甄别撤销了对李滨珠的处分，恢复了她的政治名誉。1962年周恩来将傅莱(已再婚)调北京中国医学科学院工作。身患重病的李滨珠经过长期治疗后病情有所好转，并继续留在重庆市，但再也未能回到司法机构和被恢复其职位。李滨珠重新开始工作后，曾多年担任重庆市服装工业公司和成都市服装工业公司经理和书记。在上世纪的60年代和70年代，她为中国第一部《服装号型系列》标准的诞生、为中国首次统一鞋号和为中国服装鞋帽工业化生产尽心尽力做出了贡献。多年来她默默无闻地在基层辛勤工作，从不与人谈自己的身世和功绩。在她的后半生，她以坚韧的毅力克服自己的精神抑郁病，顽强地生活，并将子女全部抚养成人。文化大革命期间因傅莱外籍血统问题李滨珠再次遭到冲击；由于她正直清廉和平易近人的领导作风，深得基层群众的拥戴，躲过了这一劫。1982年，李滨珠从成都市经济委员会轻工业局纪检部门领导工作岗位上离休。

## 晚年
上世纪90年代初，未再婚和长期独居的李滨珠来到傅莱家乡探望子女。1994年她在维也纳不幸中风瘫痪，其晚年生活几乎全在病床上度过。李滨珠在长期住院治疗期间，一直得到当地政府和中国驻奥地利大使馆的关心与照顾，维也纳市长还曾亲笔写信慰问她。2005年纪念抗战胜利60周年之际，中国驻奥地利特命全权大使代表中国政府和中国人民特地前往医院看望和慰问李滨珠。她被授予纪念中国人民抗日战争胜利60周年金质纪念章。
2007年7月12日，李滨珠在维也纳病逝。中国人民对外友好协会和中国驻奥地利大使馆在悼念李滨珠时分别讲到：“李滨珠同志是一位抗战老战士，曾为中国抗日战争做出了重要的贡献，把青春和热血贡献给了祖国。她在长期的革命工作中，无论是在战火纷飞的战争年代，还是在热火朝天的和平时期及困难时期，经受了战争的洗礼，经历了磨难和考验；她的无私奉献、忠诚和坚强的意志，中国人民将永远铭记在心。”
2007年7月23日，李滨珠被安葬在维也纳中央公墓。当天，位于地球另一半的中国唐县，病逝后的傅莱被安葬在晋察冀烈士陵园。李滨珠傅莱这一对曾经在抗日战争中的异国伉俪，竟然奇迹般地、在无约的情况下同日各自下葬于伴侣的祖籍国，从此他们永远地安息在了对方之故乡。